# ناثانيل برنتيس بانكس
ناثانيل برنتيس بانكس (بالإنجليزية: Nathaniel P. Banks )‏ (و. 1816 – 1894 م) هو سياسي، وضابط، ومحامي، ومحرر، وصحفي أمريكي، ولد في والثام، كان عضوًا في الحزب الديمقراطي الأمريكي، والحزب الجمهوري، ويحمل رتبة عسكرية فريق أول، توفي في والثام، عن عمر يناهز 78 عاماً.

## مناصب
تولى منصب عضو مجلس النواب الأمريكي (4 مارس 1889–3 مارس 1891)
- حاكم ماساتشوستس  [لغات أخرى]‏ (7 يناير 1858–3 يناير 1861)
- الناطق باسم مجلس النواب الأمريكي (2 فبراير 1856–4 مارس 1857)
- عضو مجلس نواب ماساتشوستس.

## التعليم
تعلم في جامعة هارفارد.

## الخدمة العسكرية
خدم في جيش الاتحاد.
| المناصب السياسية      | المناصب السياسية                                      | المناصب السياسية        |
| --------------------- | ----------------------------------------------------- | ----------------------- |
| سبقه Edward D. Hayden | عضو مجلس النواب الأمريكي 4 مارس 1889 - 3 مارس 1891    | تبعه Sherman Hoar       |
| سبقه Henry Gardner    | حاكم ماساتشوستس 7 يناير 1858 - 3 يناير 1861           | تبعه John Albion Andrew |
| سبقه Linn Boyd        | رئيس مجلس النواب الأمريكي 2 فبراير 1856 - 4 مارس 1857 | تبعه James Lawrence Orr |

## روابط خارجية
- ناثانيل برنتيس بانكس على موقع الموسوعة البريطانية (الإنجليزية)
- ناثانيل برنتيس بانكس على موقع إن إن دي بي (الإنجليزية)